# Sisyphus thoracicus
Sisyphus thoracicus är en skalbaggsart som beskrevs av Sharp 1875. Sisyphus thoracicus ingår i släktet Sisyphus och familjen bladhorningar. Inga underarter finns listade i Catalogue of Life.